# Pandemia de COVID-19 na Guiné Equatorial
Este artigo documenta os impactos da pandemia de coronavírus de 2020 na Guiné Equatorial e pode não incluir todas as principais respostas e medidas contemporâneas.

## Linha do tempo
Em 14 de março, primeiro caso de COVID-19 na Guiné Equatorial foi confirmado,em Madri, na Espanha.